# 奧爾頓·貝克
奧爾頓·貝克（Alton L. Becker，1932年4月6日—2011年11月15日）是一位美國語言學家，以其對缅甸语及其他东南亚語言的研究而聞名，當中包括馬來西亞語、爪哇語及古爪哇語。他於1968年至1986年間為密歇根大学的語言學教授。貝克在语文学、修辞学和民族誌研究都有出版不同的研究。他與楊理查和肯尼斯·派克寫的《修辭學：發現與轉變》（Rhetoric: Discovery and Change）是一本富有影響力的大學寫作課本，當中提出了使用羅哲斯爭論來溝通和研究。亚洲研究协会每年皆會頒發奧爾頓·貝克獎以記念其對東南亞語言研究的貢獻。

## 生平
貝克於密歇根州門羅出生。於底特律他經常欣賞爵士乐表演，亦開展了對皮划艇的興趣。貝克於密歇根大学修讀英語文學，並於1954年取得學士學位。他於1953年與猶迪·阿曼結婚，及後到康涅狄格大学就讀並於1956年取得碩士學位及開始其教學生涯。1958至1961年間，他與家人搬往缅甸東枝居住並在當地工作，期間次子亦於當地出生。缅甸期間，貝克按富布賴特計劃在金保沙大學教授英語。他指在缅甸的經驗令他的學術研究方向由英國文學轉至語言學。1969年他再次回到東南亞，並於瑪琅大學教授語言學兩年。

## 學術生涯
貝克在1961至1986年間於密歇根大学教導學生。1961至1968年間，他於肯尼斯·派克的指導下研究，同時亦於該大學教授英語。他在1968年加入該校語言學系成為助理教授，並於1974年晉升為教授。他教授的《語言與文化》（Language and Culture）特別受歡迎。貝克作為皮影偶手與校內的嘉美蘭一同表演。其有關哇揚皮影偶戲的論文獲評甚佳:4。他有關皮影偶戲的知識論論文中指皮影偶戲恰到好處地分別有視覺、音樂及言語各方面都有提供，令其能使更多人欣賞，而該論文亦使皮影偶戲能聯系到非印尼人的觀眾。同時，語言學家亦能欣賞皮影偶手的語言能力，例如其會同時使用古老和現代語言，亦會使用爪哇語和印尼語，使皮影偶戲能同時表演出過去與現代。
貝克就其學術貢獻多次獲嘉獎。他於1972至1975年間為密歇根大学南亞與東南亞研究中心主任。1975至1978年間則是密歇根院士學會資深院士。1981至1982年間則為普林斯顿高等研究院的駐校學者。他在1995年獲頒密歇根出版書獎。1996年的一次語言學會議則以其命名以表揚其貢獻：「The Notion of Person: A Conference to Honor the Work of Alton L. Becker」。他的着作對符號學、修辭學與溝通的民族誌研究都富有影響力。貝克死後，亞洲研究協會設立了東南亞文化協會奧爾頓·貝克東南亞文學翻譯獎以作記念。

## 出版書籍與論文
- Becker, Alton L.; Pike, Kenneth L.  30 (2). 1964-04: 144–154. |journal=被忽略 (帮助)
- Young, R. E.; Becker, Alton L.; Pike, Kenneth L. . New York: Harcourt, Brace, & World. 1970. ISBN 0155768956.
- Becker, Alton L.  13 (165). 1975: 109–122. |journal=被忽略 (帮助)
- Becker, Alton L., Aram Yengoyan and Alton L. Becker , 编, , Norwood, NJ: ABLEX, 1979. |booktitle=被忽略 (帮助)
- Yengoyan, Aram; Becker, Alton L. (编). . Norwood, NJ: ABLEX. 1979. ISBN 9780893910211. OCLC 5101468.
- Becker, Alton L. Prof. J. W. M. Verhaar, S. J.; Kridalaksana, Harimurti; Moelions, Anton M. , 编. . Jakarta: Penerbit Bhratara Karya Aksara. 1982. |booktitle=被忽略 (帮助)
- Becker, Alton L. (编). . Michigan papers on South and Southeast Asia no. 33. Ann Arbor, Michigan: Center for South and Southeast Asian Studies, University of Michigan. 1989.
- Becker, Alton L. W. Foley , 编. . Trends in Linguistics, Studies and Monographs 69. Berlin: Mouton de Gruyter. 1993. |booktitle=被忽略 (帮助)
- Becker, Alton L. . Ann Arbor, Michigan: University of Michigan Press. 1995  [2020-07-20]. ISBN 9780472105731. （原始内容存档于2020-08-19）.

## 外部連結
- 奧爾頓·貝克回憶錄
- ArborWiki上的奧爾頓·貝克 （页面存档备份，存于）
- 密歇根大學東南亞研究中心為其撰寫的傳記
- 學系歷史中的奧爾頓·貝克 （页面存档备份，存于）